# Arbeitskreis Karl Liebknecht

Karl Liebknecht circa 1912

Der Arbeitskreis Karl Liebknecht wurde 1979 als Diskussions- und Informationsforum in Frankfurt am Main gegründet. Er verleiht Friedenspreise, publiziert Informationsschriften und verlegt eine Buchreihe.

## Geschichte
Der Name des Arbeitskreises wurde im Andenken an den Sozialisten und Antimilitaristen Karl Liebknecht (1871–1919) gewählt. An den Vorbereitungen und der Gründung des Arbeitskreises waren Karl Retzlaw, Stiftungsmitglied der (Frankfurter Rundschau), der Anarchosyndikalist Augustin Souchy, der Schriftsteller Peter Maslowski (1893–1983) und der Journalist Peter Bernhardi beteiligt. Seit 1979 ist Bernhardi Ehrenamtlicher Geschäftsführer des Arbeitskreises. Das Diskussionsforum steht für „Linke und Libertäre aller Couleur“ (P. Bernhardi) offen. Die Beteiligten sind der Meinung, dass aufgrund ihrer Erfahrungen bestehende Organisationen wie Gewerkschaften, Parteien und Interessenverbände nicht die Grundlage haben, frei und ohne Tabus politische und wirtschaftliche Probleme zu erörtern. „Viel zu oft werden diese Organisationen nur als Sprungbretter für Karrieren, zu Pöstchen, Posten, Orden und Ehrenzeichen benutzt.“.
Der Arbeitskreis verlieh bislang achtmal einen Friedenspreis. Preisträger waren Mitstreiter von Gewerkschaften, Parteien und Persönlichkeiten aus der Außerparlamentarischen Opposition. Der Preis wurde von dem Schriftsteller Johannes Mario Simmel gestiftet.
Unter der Überschrift Trotz alledem veröffentlichte Liebknecht nach der Niederlage des sog. „Spartakusaufstand“ am 15. Januar 1919 seinen letzten Artikel in der Roten Fahne. Der Arbeitskreis Karl Liebknecht publizierte unter diesem Titel von 1980 bis 2009 eine Infoschrift mit dem Untertitel Zeitschrift des sozialistisch libertären AK Karl Liebknecht. Darüber hinaus verlegte der Arbeitskreis eine Buchreihe unter dem Namen Kleine Reihe.

## Friedenspreise
- 1984: Detlef Lüderwaldt, Pfarrer und Sozialarbeiter.
- 1985: Ülkü Gürkan, Gewerkschafterin, Betriebsrätin, Vorsitzende des Türkischen Volkshauses in Frankfurt/M.
- 1987: Uwe Timm, ehemaliger  Betriebsrat, Publizist, Herausgeber von espero
- 1991: Paul Matthes, Feinmechaniker, Ex-Betriebsratvorsitzender.
- 1993: Werner Ortmüller, Personalrat, Lyriker, Initiator verschiedener Bürgerinitiativen für humane Stadtgestaltung
- 1995: Diethelm Damm, Publizist. Selbstorganisierte Initiativen: „Institut für Selbstorganisation und betriebliche Selbstverwaltung e.V.“ und „UPJ – Unternehmen Partner der Jugend“.
- 2000: Karl H. Schneider, Gewerkschafter, Kommunalpolitiker, Publizist.
- 2002: Werner Böwing, von 1957 bis 1987 Gewerkschaftssekretär der IG Bau-Steine-Erden, 10 Jahre Vorstandsmitglied im Verband der Kriegsdienstverweigerer (VK). Seit März 2008 im Ältestenrat der Partei Die Linke.

## Kleine Reihe (Auswahl)
Erschienen im Arbeitskreis Karl Liebknecht (Frankfurt/M.). Die Broschüren sind zum Teil archiviert im Internationalen Institut für Sozialgeschichte (IISG, Amsterdam).
- Karin Puck (Hrsg.), Die Flamme am Brennen halten!. Mit Beiträgen von und über Karl Retzlaw. 1981 (IISG: Collectie IISG [Souchy Bauer, A], Plaatsnummer 2008/220)
- Peter Bernhardi, Karl Liebknecht. Eine biografische Skizze mit einem Beitrag von Karl Rezlaw. 1984
- Hermann Kraus, An Ludwig Feuerbach kommt keine Marxist vorbei. 1984
- Peter Bernhardi, Friedrich Ebert – zwischen Revolution und Reaktion. 1985
- Peter Bernhardi (Hrsg.), Rudi Dutschke. Nachruf, mit 13 Beiträgen, 1987 (IISG: Collectie ID, Plaatsnummer Bro 1725/17)
- Peter Bernhardi (Hrsg.), Gegen den Strom, Gedichte. Mit Beiträgen von Andreas Geil, Thomas Griesbacher, Karl H. Schneider, Peter Schütt u. a., 1989. (IISG: Collectie ID, Bro 1725/18)
- Peter Bernhardi (Hrsg.), Religiöse Judenfeindschaft. Mit Beiträgen von 23 Autoren, 1992 (IISG: Collectie ID, Plaatsnummer 1993/5005)
- Peter Bernhardi, Der Sozialismus ist human, ist demokratisch oder er ist gar nicht. Zum 100. Geburtstag des Sozialisten Karl Retzlaw 1996. (IISG: Collectie ID, Plaatsnummer 2555/6)
- Werner Böwing, Peter Bernhardi (Hrsg.), Von einem, der keine Karriere machte: zeitgeschichtliche und satirische Beiträge. 2002
- Hermann Weber, Ein überzeugter Humanist. Zur Erinnerung an Karl Retzlaw. 2004
- Peter Bernhardi, Ein langer Weg von der Humanistischen Union zum Arbeitskreis Karl Liebknecht. Sonderheft 2007